# Les Légendes de l'Ouest
Pour plus de détails, voir Fiche technique et Distribution.
Les Légendes de l'Ouest ou La Grande Aventure au Québec (Tall Tale) ou (Tall Tale : The Unbelievable Adventure) est un western familial américain réalisé par Jeremiah Chechik, sorti dans les salles en 1995.

## Synopsis
Daniel, un jeune garçon de douze ans, va vivre une grande aventure en se retrouvant au temps du Far West. Sa famille exploitait paisiblement leurs terres jusqu'à l'arrivée d'un promoteur sans scrupules. Daniel, qui n'a plus aucun espoir de revoir sa famille en paix, va alors recevoir l'aide de plusieurs légendes de l'Ouest dont Pecos Bill et Calamity Jane.

## Fiche technique
Sauf mention contraire, cette fiche technique est établie à partir d'IMDb
- Titre original : Tall Tale ou (Tall Tale : The Unbelievable Adventure)[1]
- Titre français : Les Légendes de l'Ouest
- Titre québécois : La Grande Aventure
- Réalisation : Jeremiah Chechik
- Scénario : Steve Bloom, Robert Rodat
- Direction artistique : Jim Dultz, Rick Heinrichs
- Décors : Jerie Kelter
  - Création des décors : Eugenio Zanetti
- Costumes : Wayne A. Finkelman
- Photographie : Janusz Kamiński
- Son : Robert Janiger, 
  - Mixage son : Bill W. Benton
  - Montage son : Albert Gasser, Nils C. Jensen
- Montage : Richard Chew
- Distribution des rôles : Jackie Burch
- Musique : Randy Edelman
- Effets spéciaux : Jan Aaris, Scott Lingard, Everett Burrell
  - Coordinateur des effets spéciaux : Donald Frazee, Terry D. Frazee
  - Assistant effets spéciaux : Eugene Crum
- Maquillage : Ken Chase
- Coiffure : Susan Germaine
- Cascades : T.C. Badalato, Jeff Danoff, Tom Elliott, Richard Epper, Andy Gill
  - Coordinateur de cascades : Ernie F. Orsatti
- Production : Roger Birnbaum, Joe Roth
  - Producteur exécutif : Bill Badalato[3]
  - Producteur associé : Kirsten W. Welles
- Société de production : Caravan Pictures, Walt Disney Pictures
- Société de distribution : Buena Vista Pictures
- Pays d’origine :  États-Unis
- Langue originale : anglais
- Format : Couleur - 35 mm - 2,35:1 - Filmé en Panavision - Son : Dolby SR
- Genre : Western, Aventure, Fantastique
- Durée : 98 minutes (1 h 38)
- Budget : 32 millions de dollars
- Dates de sortie : 
  -  États-Unis : 24 mars 1995
  -  France : janvier 1996[3] (Sortie directement en vidéo) (VHS)

## Distribution
- Patrick Swayze (VF : Philippe Vincent) : Pecos Bill
- Nick Stahl : Daniel Hackett
- Scott Glenn (VF : Thierry Mercier) : J. P. Stiles
- Oliver Platt (VF : Gérard Dessalles) : Paul Bunyan
- Stephen Lang (VF : Emmanuel Jacomy) : Jonas Hackett
- Roger Aaron Brown : John Henry
- Catherine O'Hara : Calamity Jane
- Moira Sinise : Sarah Hackett
- Jared Harris (VF : Pascal Renwick) : Head Thug Pug
- William H. Macy : un magnat des chemins de fer
- Burgess Meredith : le vieil homme
- John P. Ryan : Grub

## Sorties internationales
Sauf mention contraire, les informations suivantes sont issues de l'IMDb

### Sorties cinéma
- États-Unis : 24 mars 1995
- Suède : avril 1996

### Sorties directement en vidéo
- Hongrie : 29 février 1996
- France : 9 janvier 2008[3] (DVD)

## Box-office
Sauf mention contraire, les informations suivantes sont issues de l'IMDb
- Budget : 32 000 000 $ (USD) (estimation)
- Recettes du 1er week-end aux États-Unis : 3 046 181 $ (USD) (26 mars 1995)
- Recettes aux États-Unis : 8 247 627 $ (USD)
- Total des recettes dans le monde entier : 2 800 000 $ (USD)